# Gobiendes

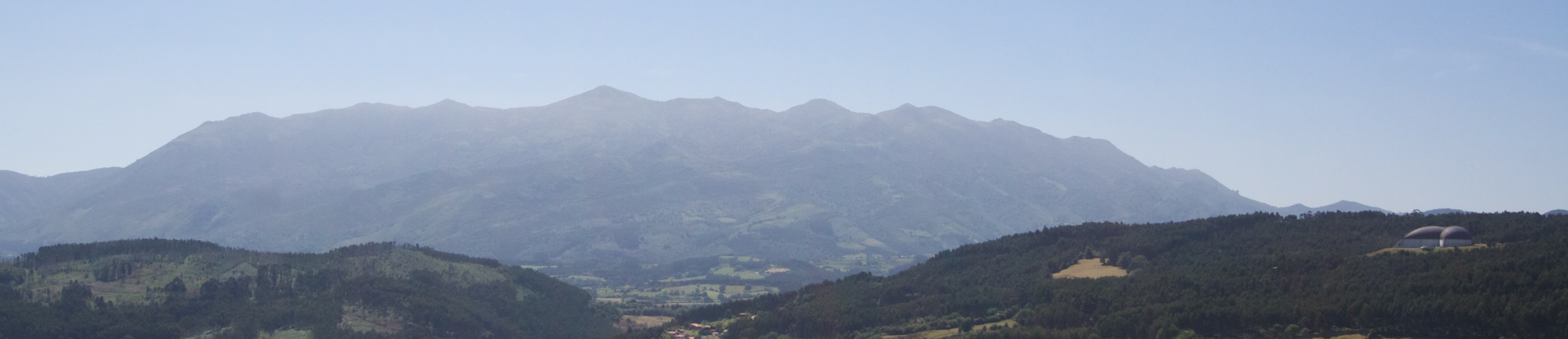
Sierra del Sueve desde el mirador de San Roque (Lastres). El pico más alto, en el centro, es el Pienzu.

Gobiendes (o Goviendes, como aparece escrito en numerosas fuentes) es una parroquia del concejo asturiano de Colunga. Ocupa el extremo suroriental del mismo, y hace de límite del concejo con los vecinos de Caravia y Parres. Tiene una extensión de 17,71 km², con dos zonas diferenciadas: la septentrional, en la vega del río Espasa, más llana; y la meridional, que pertenece a la sierra del Sueve y que incluye varias de las cimas más altas de esta: Pico Pienzu (1159 m), Pico Sellón (1037 m), Las Duernas (1017 m). Su población, de 293 habitantes (INE, 2014), se reparte entre los lugares de Coceña, Gobiendes y Lloroñi.